# Florian Müller (slittinista)
Florian Müller (9 ottobre 2001) è uno slittinista tedesco.

## Biografia

### Carriera sportiva

#### Stagioni 2016-2024

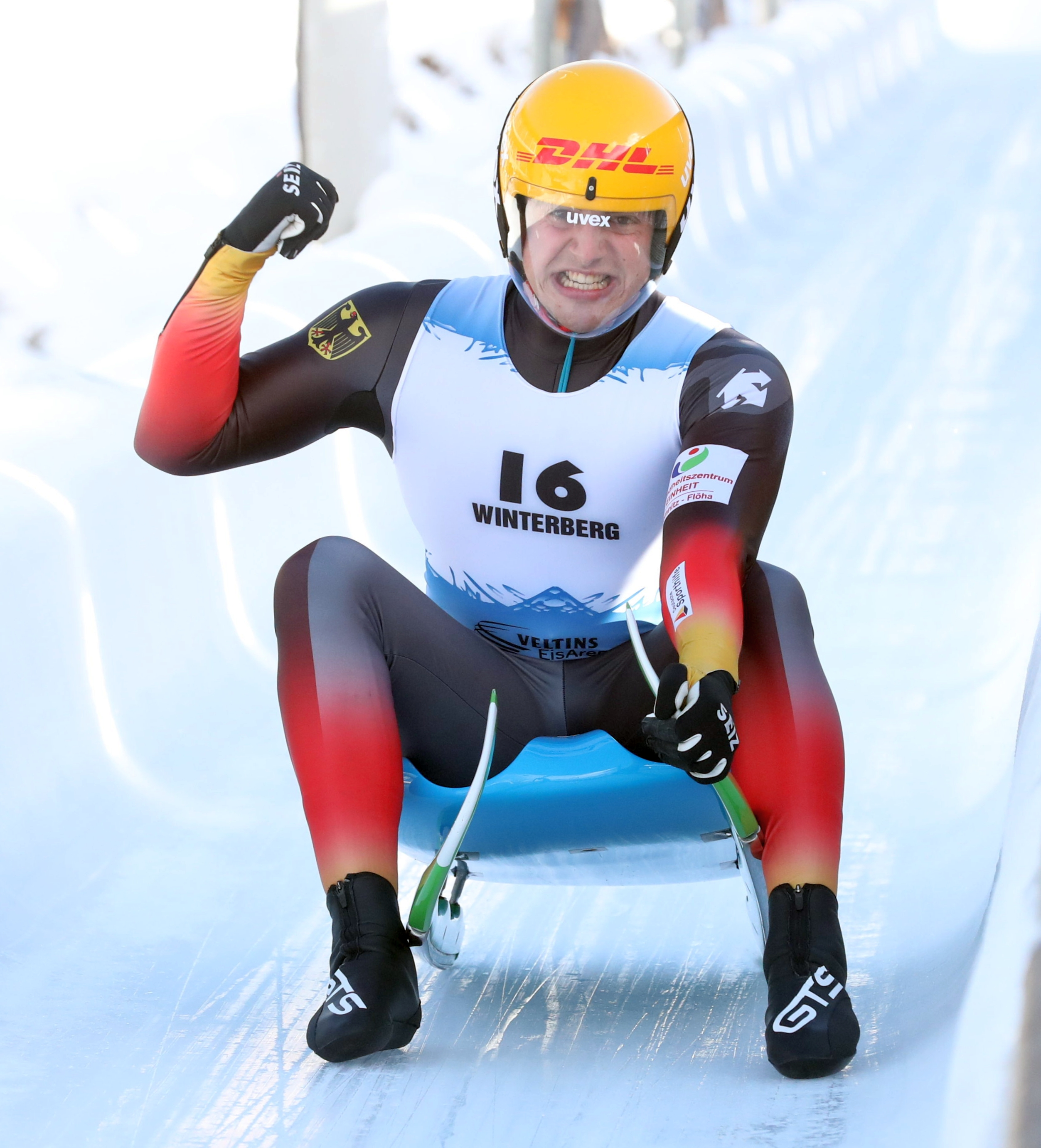
Müller in gara ai mondiali juniores di Winterberg 2022.

Iniziò a gareggiare per la nazionale tedesca nel singolo nella categoria giovani nel 2015, prendendo parte alla Coppa del Mondo 2015/16 terminata in sedicesima posizione; l'anno successivo chiuse al settimo posto finale e conquistò la sfera di cristallo di categoria nell'edizione 2017/18.
Dalla stagione 2018/19 passò nella classe juniores giungendo in quarta posizione in Coppa del Mondo, fu sesto sia ai campionati europei di Sankt Moritz 2019 sia a quelli mondiali di Innsbruck 2019; nell'annata seguente giunse al secondo posto nella graduatoria di Coppa, vinse il bronzo nel singolo e l'oro nella gara a squadre nella rassegna continentale di Winterberg 2020 e colse la quarta piazza nella prova individuale nella competizione iridata di Oberhof 2020.
La Federazione internazionale, a causa della pandemia di COVID-19 decise di annullare l'intera stagione 2020/21 per quanto concerne le gare delle classi giovani e juniores, conseguentemente Müller non partecipò ad alcuna competizione. L'annata successiva gareggiò unicamente ai campionati mondiali juniores di Winterberg 2022 in cui conquistò la medaglia d'argento nel singolo e quella d'oro nella prova a squadre.
Nella stagione 2022/23, con il passaggio nella categoria maggiore, non riuscì a qualificarsi nella squadra nazionale che prese parte alla Coppa del Mondo e lo stesso accadde pure l'annata successiva, cosicché, a livello internazionale, gareggiò solo in alcune prove di Nationscup. Durante i campionati mondiali di Altenberg 2024, in cui fece delle discese come apripista, fu avvicinato da Toni Eggert, uno degli slittinisti più vincenti di sempre nella specialità del doppio che si era ritirato dall'attività solo l'anno prima, che gli propose di competere in coppia dalla stagione seguente.

#### Stagione 2025
Abbandonata quindi la specialità del singolo in favore del doppio, fece il suo esordio in Coppa del Mondo il 30 novembre 2024 nella tappa inaugurale di Lillehammer, dove conquistò subito insieme ad Eggert la vittoria nella prova biposto; grazie agli ulteriori tre podi ottenuti nelle nove gare in programma concluse al quarto posto nella classifica finale di Coppa e giunse quinto sia ai campionati continentali di Winterberg 2025 sia ai mondiali di Whistler 2025.

## Palmarès

### Mondiali juniores
- 2 medaglie:
  - 1 oro (gara a squadre a Winterberg 2022);
  - 1 argento (singolo a Winterberg 2022).

### Europei juniores
- 2 medaglie:
  - 1 oro (gara a squadre a Winterberg 2020);
  - 1 bronzo (singolo a Winterberg 2020).

### Coppa del Mondo
- Miglior piazzamento in classifica generale di Coppa del Mondo nel doppio: 4° nel 2024/25.
- 5 podi (4 nel doppio, 1 nelle staffette miste doppio):
  - 2 vittorie (1 nel doppio, 1 nelle staffette miste doppio);
  - 2 secondi posti (tutti nel doppio);
  - 1 terzo posto (nel doppio).

#### Coppa del Mondo - vittorie
| Data             | Luogo       | Paese         | Disciplina                                                                      |
| ---------------- | ----------- | ------------- | ------------------------------------------------------------------------------- |
| 30 novembre 2024 | Lillehammer | Norvegia      | Doppio con Toni Eggert                                                          |
| 16 febbraio 2025 | Pyeongchang | Corea del Sud | Staffetta mista doppio con Toni Eggert, Jessica Degenhardt e Cheyenne Rosenthal |

### Coppa del Mondo juniores
- Miglior piazzamento in classifica di Coppa del Mondo juniores nel singolo: 2° nel 2019/20.

### Coppa del Mondo giovani
- Vincitore della Coppa del Mondo giovani nel singolo nel 2017/18.

### Campionati tedeschi
- 1 medaglia:
  - 1 bronzo (doppio a Winterberg 2025).